# ريجنالد بيل (سياسي)
ريجنالد بيل هو قاضي وسياسي كندي، ولد في 5 ديسمبر 1901، وتوفي في 24 مارس 1980. حزبياً، نشط في حزب المحافظين التقدمي لجزيرة الأمير إدوارد.